# Президентство Гейдара Алиева

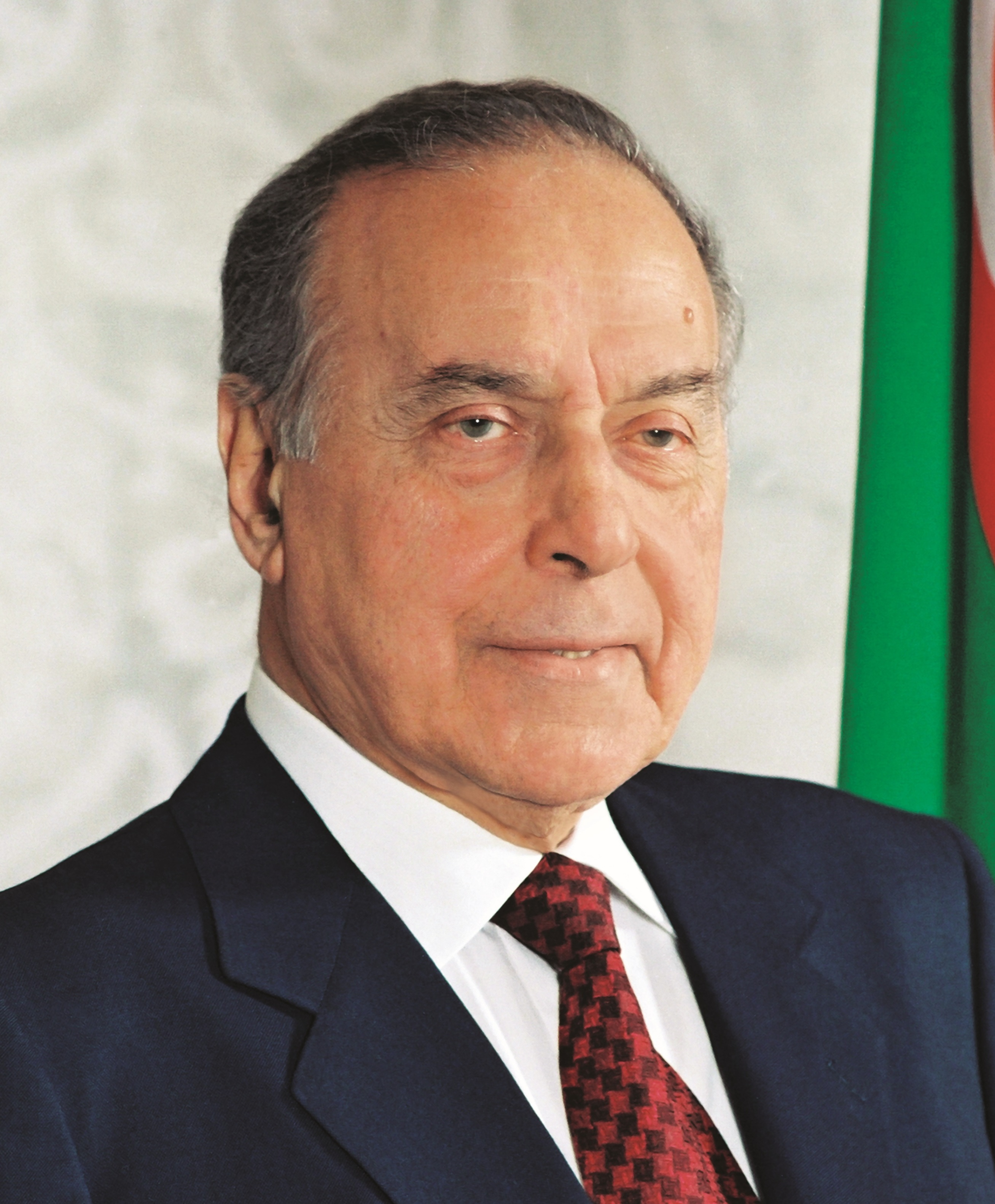
Гейдар Алиев

Гейдар Алиев — 3-й президент Азербайджанской Республики. Его президентство началось в 1993 году, после чего в 1998 году Гейдар Алиев вновь был избран на пост президента страны.

## Выборы и избрания
3 октября 1993 года в Азербайджане состоялись президентские выборы, победу на которых одержал бывший Первый Секретарь ЦК Компартии Азербайджанской ССР Гейдар Алиев, набрав 98,8% голосов.
11 октября 1998 года Гейдар Алиев был переизбран на пост президента страны, набрав 76,1% голосов избирателей.

## Внутренняя политика
В декабре 1994 — марте 1995 года были созданы специальные комиссии для создания принципов аграрной реформы. Этими комиссиями были составлены три основных закона по земельной реформе и реструктуризации хозяйств в 1995—1996 годах. Общие принципы новой экономической системы были изложены в конституции страны, принятой в ноябре 1995 года.
На состоявшемся 12 ноября 1995 года всенародном референдуме была принята новая Конституция Азербайджана. Новая конституция отменила государственную монополию собственности на землю, сохранявшуюся в Азербайджане с начала 1920-х годов и признала право нахождения движимого и недвижимого имущества (например земли) в частной собственности. В новой конституции был зафиксирован переход от планового хозяйства к рыночной экономике.
В феврале 1998 года в стране была отменена смертная казнь. С 1997 года в Азербайджане наблюдались тенденции к установлению макроэкономической стабильности, прекращению спада в экономике, что стало возможным вследствие ставки на нефтедобывающую промышленность, где государство создало режим наибольшего благоприятствования для западных инвесторов.

## Нефтяная дипломатия
Правительство Азербайджана 20 сентября 1994 года заключило Контракт века с мировыми нефтегазовыми корпорациям (BP (Великобритания), Amoco, Unocal, Exxon, McDermott и Pennzoil (США), «Лукойл» (Россия), Statoil (Норвегия), а также Государственной нефтяной компании Азербайджана, TPAO (Турция), Delta Nimir (Саудовская Аравия) и Ramco (Шотландия)) на крупномасштабную разработку месторождений «Азери-Чираг-Гюнешли» в азербайджанском секторе Каспия. 

Момент подписания «Контракта века», 1994

8 марта 1996 Президент Азербайджана Гейдар Алиев и Президент Грузии Эдуард Шеварднадзе в Тбилиси пришли к соглашению о прокладке нефтепровода «Баку — Супса». В 1999 году был пущен трубопровод для транспортировки каспийской нефти от терминала Сангачал близ Баку на Каспии до грузинского порта Супса. Через порт Супса начался экспорт на мировые рынки нефти, добытой с месторождения «Чираг» и впервые азербайджанская нефть потекла на запад.
Впервые 25 октября 1997 года азербайджанская нефть была доставлена в порт Новороссийск (Российская Федерация).
18 ноября 1999 года в ходе состоявшегося в Стамбуле Саммита глав государств – членов ОБСЕ президент Азербайджанской Республики Гейдар Алиев, президент Грузии Эдуарда Шеварднадзе и президент Турецкой Республики Сулейман Демирель подписали  Соглашение «О транспортировки сырой нефти по основному экспортному трубопроводу Баку – Тбилиси – Джейхан  через территории Азербайджанской Республики, Грузии и Турецкой Республики». 18 сентября 2002 г. в Сангачале началось строительство трубопровода Баку-Тбилиси-Джейхан.  На церемонии присутствовали главы трех государств - Президент Азербайджана Г.Алиев, Президент Грузии Э.Шеварднадзе и Президент Турции А.Н.Сезер, представитель США по вопросам Каспия Стивен Манн.
В декабре 1999 года первые два заполненных азербайджанской «прибыльной нефтью» танкера вышли на мировые рынки. Вырученные от продажи этой нефти средства поступили на созданный Гейдаром Алиевым Нефтяной Фонд.

## Внешняя политика
В 1994 году при посредничестве России, Азербайджан и Армения подписали соглашение о прекращении огня.
Основополагающим документом договорно-правовой базы двусторонних отношений между Азербайджаном и Россией является Договор о дружбе, сотрудничестве и взаимной безопасности, подписанный между президентами 3 июля 1997 года. В 2003 году также между странами было подписано межправительственное соглашение о военно-техническом сотрудничестве.
В октябре 1997 года Азербайджан и Грузия вместе с  Украиной и Молдавией  основали организацию ГУАМ.
12 марта 2001 года, в ходе официального визита в азербайджанского президента в Турцию был подписан «Договор о продаже и приобретении природного газа между Азербайджанской и Турецкой Республиками по поставке природного газа из Азербайджана в Турецкую Республику». Тем самым был заложен фундамент для сотрудничества между Азербайджаном и Турцией в газовой сфере.
29 ноября 2001 года президенты Казахстана и Азербайджана подписали «Соглашение о разграничении дна Каспийского моря» в ходе саммита СНГ в Москве.

## См.также
- Президентство Ильхама Алиева